# Finta (Dâmbovița)
Finta é uma comuna romena localizada no distrito de Dâmboviţa, na região de Muntênia. A comuna possui uma área de 49.22 km² e sua população era de 4532 habitantes segundo o censo de 2007.